# Карибське море

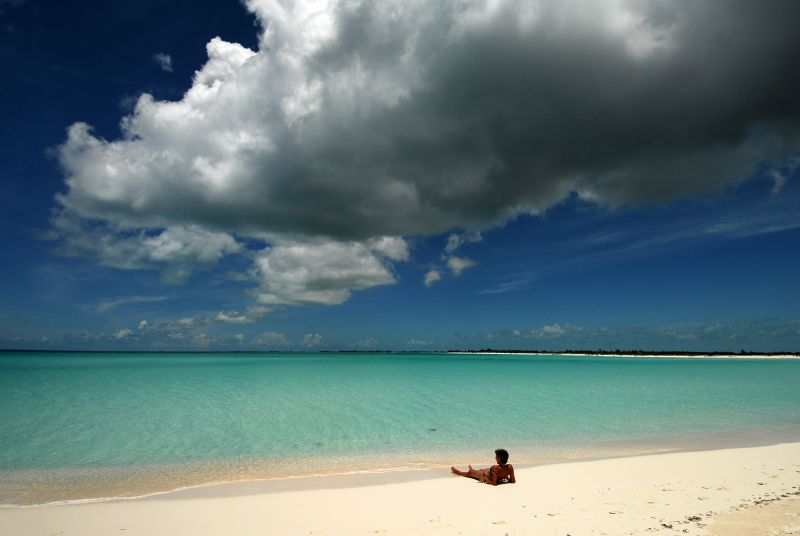
Пляж острову Ларго-дель-Сур

Кари́бське мо́ре (англ. Caribbean Sea, ісп. Mar Caribe, гаїт. креол. Lamè Karaïb, фр. Mer des Caraïbes, нід. Caraïbische Zee, пап'ям. Laman Karibe) — окраїнне напівзамкнене море басейну Атлантичного океану, із заходу і півдня обмежене Центральною та Південною Америкою, з півночі і сходу — Великими та Малими Антильськими островами. На північному заході через Юкатанську протоку сполучене з Мексиканською затокою, на південному заході — з Тихим океаном через штучний Панамський канал.
Карибське море лежить між 9° і 22° пн. ш. і між 89° і 60° зх. д., його площа становить приблизно 2 753 000 км². На півдні воно омиває Венесуелу, Колумбію та Панаму, на заході — Коста-Рику, Нікарагуа, Гондурас, Гватемалу, Беліз та мексиканський півострів Юкатан, на півночі — Кубу, Гаїті, Ямайку та Пуерто-Рико; на сході — держави Малих Антильських островів.
Море розташовується на Карибський плиті літосфери. Воно розділено на п'ять басейнів, відокремлених один від одного підводними хребтами і низками островів. Карибське море вважається не глибоким порівняно з іншими водоймищами, хоча його максимальна глибина — приблизно 7686 метрів (у Каймановій западині між Кубою і Ямайкою).

## Геологія
Карибське море — океанічне море в основному розташоване на Карибській плиті. Карибське море відокремлене від океану декількома острівними дугами різного віку. Наймолодша з них простягається від Малих Антильських островів до Віргінських островів на північний схід від Тринідаду і Тобаго біля берегів Венесуели. Ця дуга утворилася при зіткненні з Південноамериканської плити з Карибською плитою і охоплює активні та згаслі вулкани, як-от Монтань-Пеле, Кіль (вулкан) на Сінт-Естатіус у Карибських Нідерландах і Морн-Труа-Пітон на Домініці. Великі острови в північній частині моря Куба, Гаїті (Еспаньйола), Ямайка і Пуерто-Рико лежать на старішій острівній дузі. Геологічний вік Карибського моря від 160 до 180 мільйонів років і басейн утворився через рифтогенез, що розкраяв суперконтинент Пангею у мезозої. Вважається, що прото-карибський басейн існував у девонському періоді. На початку кам'яновугільного періоду Гондвана рушила на північ і через зближення з Євроамерикою басейн зменшився в розмірах. Наступний етап формування Карибського моря розпочався в тріасі. Потужний рифтогенез призвів до утворення вузьких прогинів, що прямують від сучасного Ньюфаундленду до західного узбережжя Мексиканської затоки, де були утворені теригенні осадових порід. На початку Юрського періоду через потужну морську трансгресію, вода затопила терен Мексиканської затоки, створивши величезний мілководний басейн. Поява глибоководних басейнів у Карибському басейні відбулася через середньоюрський рифтогенез. Виникнення цих басейнів ознаменувало початок появи Атлантичного океану і сприяло руйнуванню Пангеї наприкінці пізнього юрського періоду. Протягом крейдового періоду Карибське море прийняло форму, близьку до сучасної. На початку палеогену через морську регресію Карибське море відокремилося від Мексиканської затоки і Атлантичного океану островами Куба і Гаїті. Під час голоцену, через морську трансгресію було відновлено зв'язок з Атлантичним океаном.
Дно Карибського басейну, в глибоких басейнах і западинах, складається з суб-океанічних відкладень — червоної глибоководної глини. На континентальних схилах і хребтах зустрічаються вапняні мули. Глинисті мінерали, ймовірно, будучи винесені з материка річками Оріноко і Магдалена. Відкладення на дні Карибського моря і Мексиканської затоки мають товщину близько 1 км. Верхні осадові шари відносяться до періоду від мезозою до кайнозою (250 млн років тому — сьогодення), нижні шари — від палеозою до мезозою.

## Межі
Міжнародна гідрографічна організація так визначає межі Карибського моря:
- Юкатанська протока: Межа з Мексиканською затокою [Лінія прямує від маяка на мисі Каточе (21°37′ пн. ш. 87°04′ зх. д. / 21.617° пн. ш. 87.067° зх. д.) до маяка на мисі Сан-Антоніо Куба]
- На півночі: У Навітряній протоці — лінія, що з'єднує мис Калета (74° 15' зх. д.) і мис Перл (19° 40' пн. ш.) Гаїті. У протоці Мона — лінія, що з'єднує мис Енгано і мис Агухереада (18°31′ пн. ш. 67°08′ зх. д. / 18.517° пн. ш. 67.133° зх. д.), Пуерто-Рико.
- На сході: від мису Сан-Дієго (Пуерто-Рико) на північ по меридіану (65 ° 39'W) 100 морських сажнів лінії, звідти до мису Галера (північно-східній край острова Тринідад), включаючі до складу Карибського моря всі острови, мілини і акваторії на Малих Антильських островах. Від мису Галера через Тринідад до мису Галеота (південно-східний край острова), а звідти до мису Баха (9°32′ пн. ш. 61°0′ зх. д. / 9.533° пн. ш. 61.000° зх. д.) у Венесуелі.

Варто зазначити, що, хоча Барбадос є островом на тому ж самому континентальному шельфі, його розташовано в Атлантичному океані, а не в Карибському морі.

## Рельєф
Поверхня Карибської плити розділена на п'ять улоговин: Гренадську (глибина 4120 м), Венесуельську (5420 м або 5630 м), Колумбійську (4532 м або 4263 м), Кайманову (Бартлетт, 7686 м) і Юкатанську (5055 м або 4352 м). Западини розділені підводними хребтами (ймовірно, колишніми острівними дугами) Авес, Беата і Нікарагуанським підняттям.
Юкатанська улоговина відокремлена від Мексиканської затоки Юкатанською протокою, яка розташована між півостровом Юкатан і островом Куба і має глибину близько 1600 м. На південь від Юкатанської улоговини з заходу на схід простягається Кайманова улоговина, частково відокремлена від Юкатанської Каймановим хребтом, який у кількох місцях виходить на поверхню, утворюючи Кайманові острови. Нікарагуанське підняття, що має форму трикутника і глибину близько 1200 м, простягається від узбережжя Гондурасу і Нікарагуа до острова Гаїті. На цьому піднятті знаходиться острів Ямайка, також по ньому проходить межа між Каймановою та Колумбійською улоговинами. Колумбійська улоговина, в свою чергу, частково відокремлена від Венесуельської хребтом Беата, який піднімається до 2121 м нижче рівня моря. Колумбійська і Венесуельська улоговини з'єднані Арубським розривом, глибина якого досягає 4 тис. м. Хребет Авес відокремлює від Венесуельської невелику Гренадську улоговину, яка зі сходу обмежена дугою Малих Антильських островів.
У пасмі Великих Антильських островів є два глибоких проходи: протока Анегада і Навітряна протока. Глибина протоки Анегада змінюється від 1950 до 2350 м, Навітряної протоки — від 1600 до 1630 м.
| |
| Цифрами позначені: 1. Гондураська затока 2. затока Москітос 3. Дар'єнська затока 4. Венесуельська затока 5. озеро Маракайбо 6. Гуаканаябо 7. затока Гонав 8. острів Тринідад 9. Кайманові острови |

### Берегова лінія
Берегова лінія моря сильно порізана, береги місцями гористі, місцями низинні (Прикарибська низовина). У мілководних районах є різні коралові відкладення і численні рифові споруди. На континентальному узбережжі (західна і південна частина моря) розташовано кілька заток, найбільші з яких: Гондураська, Москітос, Дар'єнська і Венесуельська. У північній частині розташовані затоки Батабано, Ана-Марія і Гуаканаябо (південний берег острова Куба), а також затока Гонав (західна частина острова Гаїті).
На східному березі Юкатана розташовано кілька бухт, в тому числі Асенсьон, Еспіріту-Санто і Четумаль. Гондураська затока закінчується бухтою Аматіке, розташованою на кордоні Белізу і Гватемали. Північний берег Гондурасу порізаний слабко, а в Москітовий берег врізається кілька лагун, серед яких лагуни Каратаска, Бісмуна, Перлас і бухта Блуфілдс. На сході Панами розташована велика лагуна Чирикі. Біля берегів Південної Америки Дар'єнська затока закінчується затокою Ураба, а відгороджена півостровом Гуахіра Венесуельська затока — озером Маракайбо. На захід від острова Тринідад лежить затока Парія, яка вважається частиною Атлантичного океану.

### Острови
У поняття Вест-Індія прийнято включати Антильські і Багамські острови. Карибське море омиває тільки Антильські острови, які поділяються на Великі Антильські острови та Малі Антильські острови. Великі Антильські острови облямовують північний кордон моря і мають у своєму складі чотири великі острови: Кубу, Гаїті (раніше називався Еспаньйола), Ямайку та Пуерто-Рико, а також невеликі прилеглі острови — архіпелаги Лос-Канарреос (найбільший острів Хувентуд) і Хардінес-де-ла-Рейна, що лежать біля південних берегів Куби.
Малі Антильські острови поділяються на Навітряні і Підвітряні острови (Південні Антильські острови), названі так по відношенню до північно-західного пасату. Перша група лежить на східній межі моря і складається приблизно з 50 островів, найбільші з яких: Санта-Крус, Сент-Томас (Віргінські острови), Ангілья, Сен-Мартен, Сент-Кіттс, Барбуда, Антигуа (Антигуа і Барбуда), Гранд-Тер і Бас-Тер (Гваделупа), Домініка, Мартиніка, Сент-Люсія, Сент-Вінсент, Барбадос, Гренада, Тобаго і Тринідад. Південні Антильські острови розташовані уздовж узбережжя Південної Америки і мають у своєму складі острови Аруба, Кюрасао, Бонайре (володіння Нідерландів), Маргарита, архіпелаги Лас-Авес і Лос-Рокес (Венесуела) та низку інших, менших за площею.
У західній частині Карибського моря розташовано декілька архіпелагів, як-от Кайманові острови, острови Тернефф, Іслас-де-ла-Бая та Міскітос, а також ряд окремих островів (Провіденсія, Сан-Андрес) і рифів (Лайтхаус, Гловер, Медія-Луна і інші).

## Океанографія
Гідрологічний режим моря відрізняється високим ступенем однорідності. Річні коливання середніх місячних температур води на поверхні не перевищують 3 °C — від 25 до 28 °C. За останні 50 років Карибське море пройшло через три етапи: охолодження до 1974 року, холодна фаза з піками в 1974—1976 і 1984—1986 рр, а потім нагрівання з 1986 року зі швидкістю 0,6 °C на рік. Практично всі температурні екстремуми були пов'язані з феноменами Ель-Ніньйо і Ла-Нінья. Солоність морської води становить близько 36,0 ‰, її щільність 1,0235—1,0240 кг/м³. На поверхні вода має голубувато-зелений і зелений колір. Вертикальна зміна гідрологічних характеристик відбувається до глибини 1500 м, нижче море заповнене водою, що надходить з Атлантичного океану. Відносно невелика глибина проток між островами Антильськими не дозволяє проникати в Карибське море глибинним океанічним водам, температура яких становить менше 2 °C. Глибинні течії входять у Карибське море через Навітряну протоку і протоку Анегада, вода в них багата киснем, має температуру від 4,2 до 4,3 °C і трохи меншу солоність (34,95—34,97 ‰). Ці води заповнюють Венесуельську улоговину на глибинах 1800—3000 м, а також проникають у Юкатанську, Кайманську і Колумбійську улоговини на глибини близько 2000 м. Субантарктичні води середнього шару входять у Карибське море через протоку Анегада на глибині 500—1000 м, а над ними проходить субтропічне підводне і поверхнева течія.
Поверхнева субтропічна Карибська течія, що проходить із південно-східної в північно-західну частину моря, є продовженням Північної пасатної течії, її потік оцінюється в 26 млн м³/с. Пасат жене води на захід, біля берегів Центральної Америки протягом повертає на північ і через Юкатанську протоку йде в Мексиканську затоку. Швидкість течії становить 1—2,8 км/год, Юкатанської протоки зростає до 6 км/год. Перебіг тепле, температура води в ньому становить близько 28 °C, а солоність — менше 35,5 ‰ через значне вкладу прісних вод Амазонки й Оріноко. Вода, що нагнітається з Карибського моря в Мексиканську затоку, підвищує рівень останнього щодо основної частини Атлантичного океану (рівень води біля західного берега Флориди на 19 см вище, ніж у східного), що створює гідростатичний тиск, що його, як передбачається, є основною рушійною силою Гольфстриму.
У південно-західному районі моря, між узбережжям Колумбії і Нікарагуа, протягом майже всього року існує круговий протягом, закручене проти годинникової стрілки. Припливи в акваторії Карибського моря в основному неправильні півдобові, амплітудою менше 1 м.
У сезон дощів води річки Оріноко створюють високі концентрації хлорофілу у східній частині моря. Улоговина Карьяко, розташований біля берегів Венесуели, цікава тим, що в ній постійно присутній сірководень, а в жолобі Кайман виявлена висока концентрація метану.

### Басейн Карибського моря
Басейн Карибського моря розташований на території Центральної та Південної Америки. Найбільша річка, що впадає в Карибське море, — Магдалена (1550 км) із притоками Каука і Сесар. Її річний стік становить 228 км³, або в середньому 7,2 тис. м³/с (дані з 1942 до 2002 рік). У затоку Ураба Дар'єнської затоки впадають річки Атрато (річний стік — 81 км³), Леон (2,1 км³) і Турбо (12 км³). Серед інших річок Південної Америки Діке (9,4 км³) і Сину (11,8 км³), а також Кататумбо і Чама, які впадають у Маракайбо — найбільше озеро континенту.
На узбережжі Північної Америки в Карибське море впадають річки Белен, Крикамола (впадає в лагуну Чирикі), Терібе і Сіксаола (Панама), Чирріпо-Атлантико, Ревентасон і Сан-Хуан (Коста-Рика), Індіо, Пунта-Горда, Ріо-Ескондідо і Куринуас, Ріо-Гранде-де-Метагальпа, Принсаполька, Бамбана, Кукалая, Уауа і Коко (Нікарагуа), Патук, Сіко-Тінто, Агуа, Улуа і Чамелекон (Гондурас), Мотагуа і Ріо-Дульсе (Гватемала), річка Беліз, Нью-Рівер, Ріо-Ондо (Беліз).
Острівні річки: Кауто і Саса (Куба), Артібоніт і Яке-дель-Сур (острів Гаїті), Блек-Рівер і Мілк-Рівер (Ямайка).

## Клімат

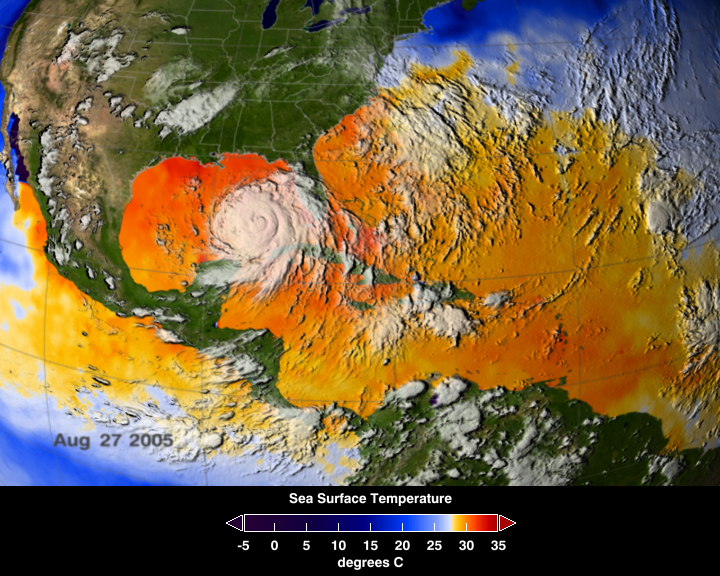
Середня температура поверхні Карибського моря і прилеглих районів у період з 25 по 27 серпня 2005 року. На північний захід від Куби спостерігається ураган Катріна

Акваторія моря лежить у тропічному кліматичному поясі, лише північна незначна частина (Юкатанська протока) — в субтропічному, а крайня південна — в субекваторіальному. Увесь рік панують тропічні повітряні маси. Сезонний хід температури повітря чітко відстежується. Переважають пасатні вітри. Зволоження достатнє і надмірне. У теплий літньо-осінній сезон утворюються тропічні циклони (урагани). На півдні влітку переважають екваторіальні повітряні маси, вітри дмуть від екватора.
Середні місячні температури повітря змінюються від 23 до 27 °C. Хмарність становить 4—5 балів. Середньорічна кількість опадів у регіоні змінюється від 250 мм на острові Бонайре до 9000 мм у навітряних частинах Домініки. Переважають північно-східні пасати з середніми швидкостями 16—32 км/год, однак у північних районах моря трапляються тропічні урагани, швидкість яких може перевищувати 120 км/год. У середньому за рік відбувається 8—9 таких ураганів у період з червня по листопад, причому у вересні — жовтні вони найбільш часті. За даними Національного ураганного центру США за період з 1494 по 1900 рік над Карибським басейном пройшло 385 ураганів, а з 1900 по 1991 роки було зафіксовано 235 подібних проявів стихії. Регіон Карибського моря менш схильний до руйнівної дії ураганів, ніж Мексиканська затока або західна частина Тихого океану (де з травня по листопад лютують тайфуни). Велика частина ураганів формується біля островів Зеленого Мису і прямує пасатами до берегів Америки, взагалі передбачити точну траєкторію руху урагану неможливо.
Сильні буревії призводять до загибелі людей, руйнувань і неврожаїв у регіоні. Великий ураган 1780 р., що лютував з 10 по 16 жовтня 1780, заподіяв колосальний збиток Малим Антильські острови, Пуерто-Рико, Домініканській Республіці та, можливо, півострову Флорида, а також призвів до загибелі від 22 до 24 тис. осіб. Ураган Мітч, що виник 22 жовтня 1998 біля берегів Колумбії, пройшов по Центральній Америці, півостровах Юкатан і Флорида, завдавши збитку в 40 млн доларів США і погубив 11—18 тис. осіб. Урагани Галвестон (1900), Фіфі (1974) і Метью (2016) також завдали значної шкоди регіону.

## Біологія
Акваторія моря поділяється на 5 морських екорегіонів: Великі Антильські острови, Східні, Південні, Південно-західні й Західні Кариби тропічної атлантичної зоогеографічної провінції. У зоогеографічному відношенні донна фауна континентального шельфу й острівних мілин до глибини 200 м належить до західної атлантичної області тропічної зони.
Відповідно до фауністичного районування район Карибського моря належить є ендеміками.

### Рослинний світ
Рослинність регіону переважно тропічна, однак відмінності в топографічних, ґрунтових і кліматичних умовах збільшують видову різноманітність. Пористі вапнякові тераси островів, як правило, бідні поживними речовинами. За оцінками, в Карибському регіоні зростають 13 тис. видів рослин, з яких 6,5 тис. є ендеміками, наприклад, гваякове дерево (квітка якого є національним символом Ямайк и) і світенія махагони (національна квітка Домініканської Республіки). У прибережних районах поширена кокосова пальма, у лагунах і естуаріях річок є щільні зарості манграми (червоне і чорне мангрове дерево).
На мілководдях флора і фауна концентрується навколо коралових рифів, зростанню яких сприяють майже постійна стійка температура, чиста вода і невеликі зміни рівня солоності. У лагунах підвітряних сторін рифів зустрічаються підводні поля морських трав. Всього в Карибському морі зустрічається сім видів водоростей. Найбільш поширені таласо черепахова (Thalassia testudinum) і Syringodium filiforme (родина Цімодоцеєві), які можуть зростати як спільно, так і одновидовими полями на глибинах до 20 м. Ще один вид цімодоцеєвих — Halodule wrightii — зростає на піщаних і грязьових поверхнях на глибинах до 5 м. У солонуватій воді гаваней і естуаріїв річок на глибинах 0—2,5 м зустрічається рупія морська (Ruppia maritima). Представники трьох видів, що належать роду Halophila (Halophila baillonii, Halophila engelmanni і Halophila decipiens) живуть на глибинах до 30 м. Halophila engelmanni не росте нижче 5 м, ареал цього виду обмежений Багамами, Флоридою, Великими Антильськими островами і західною частиною Карибського моря. Вид Halophila baillonii був знайдений тільки на Малих Антильських островах.

### Тваринний світ
Морська біота регіону походить від представників Індійського і Тихого океанів, що потрапили в Карибське море до виникнення Панамського перешийка близько 4 млн років тому. У Карибському морі мешкають приблизно 450 видів риб, у тому числі акули (акула-бик, акула тигрова, акула шовкова та карибська рифова акула), летючі риби, морські дияволи, оранжевоплавниковий хірург (Acanthurus bahianus), риба-ангел (Pomacanthus), риби-папуги, групер-голіаф (Epinephelus itajara), тарпон і мурени. У всьому Карибському регіоні здійснюється промисловий вилов лангустів, сардин (біля берегів Юкатану) та деяких видів тунців. Альбулеві, баракуди, марліни і ваху популярні серед рибалок-любителів.
Ссавці Карибського регіону представлені 90 видами, зустрічаються кашалоти, горбаті кити і дельфінові. Поблизу острова Ямайка мешкають тюлені і американські ламантини. Раніше в регіоні мешкав карибський тюлень-чернець, який нині вважається вимерлим. Під загрозою вимирання представники родини щелезубів.
Рептилії Карибського регіону представлені 500 видами (94 % ендеміків). На островах мешкають декілька ендемічних видів циклур, широко поширений гостромордий крокодил. У регіоні представлені кілька видів морських черепах: Trichechea spp., логерхед (Caretta caretta), зелена черепаха, бісса, шкіряста черепаха, атлантична рідлея (Lepidochelys kempii) і оливкова черепаха (Lepidochelys olivacea). Деякі види перебувають під загрозою вимирання, їх популяція, за оцінками дослідників, сильно зменшилася з XVII століття — число зелених черепах знизилося з 91 млн до 300 тис. особин, а біс — з 11 млн до менш ніж 30 тис. до 2006 року.
Усі 170 видів амфібій, що живуть у регіоні, є ендемічними. Ареали практично всіх представників родин жаб, дереволазових, квакш і свистунів обмежені яким-небудь одним островом.
У Карибському регіоні зареєстровано 600 видів птахів, 163 з яких ендемічні для регіону, наприклад, тоді, кубинський шилодзьобий дятел і пальмовий чекан. З ендеміків 48 видів перебувають під загрозою вимирання: пуерториканський амазон, кубинський погонич, кубинський кропив'яник та ін.. Антильські острови поряд із Центральною Америкою лежать на шляху міграції птахів із Північної Америки, тому розміри популяцій птахів піддаються сильним сезонним коливанням. У лісах водяться папуги, цукрові птахи та тукани, над відкритим морем можна зустріти фрегатів і фаетонів.

## Екологія

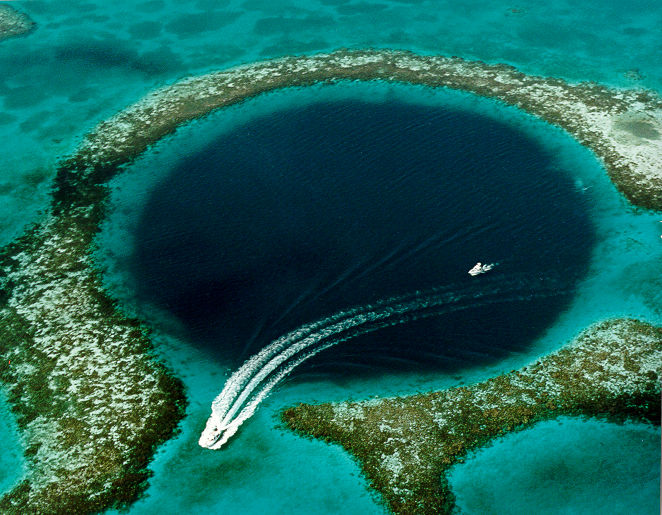
Велика Синя Печера біля берегів Белізу

Основними факторами, що впливають на глобальну зміну характеристик Карибського моря, вважаються глобальне потепління і підвищення рівня моря (очікується, що до 2100 року він підвищиться на 86,36 см), підвищення температури моря, що викликає знебарвлення коралів і цвітіння води, а також зміни характеру розподілу опадів та відповідного річкового стоку і навіть пил, принесений піщаними бурями з Сахари. Негативно впливає на екологічний стан моря судноплавство, що генерує близько 82 тис. тонн сміття на рік, нафтові перевезення та наземні джерела забруднень.
З початку 1980-х років, коли було підписано Міжнародне морське право, вся територія Карибського моря стала територіальними водами або виключною економічною зоною країн, які омиваються Карибським морем. Різке зростання населення та надмірне використання морських ресурсів спонукали міжнародне співтовариство до прийняття актів, спрямованих на збереження навколишнього середовища регіону. 1990 тринадцятьма країнами був підписаний Картахенський протокол про захист і розвитку морського середовища Карибського регіону (Protocol of the Convention for the Protection and Development of the Marine Environment of the Wider Caribbean Region), який заборонив людську діяльність, що приводить до руйнування морського середовища. Крім того, було підписано три протоколи: про співпрацю у боротьбі з розливами нафти (1983), про створення особливих зон дикої природи (1990) і про запобігання, зменшення та контролю за забрудненнями (1999).
В даний час на Карибських островах залишилося не більше 23 тис. км² (10 %) корінних лісів. На Кубі, де розташовані найбільші ліси острівної частини регіону, недоторканими збереглося менше 15 % лісів, інші були вирубані в процесі освоєння територій.

### Корали
В Атлантичному океані розташовані близько 9 % коралових рифів світу. Їх площа становить 50 тис. км², причому велика частина знаходиться біля берегів Карибських островів і Центральної Америки.. Одним із найбільш досліджуваних останнім часом явищ у регіоні стало знебарвлення коралів. До 1980-х років у Карибському морі були широко поширені мадрепорові корали, за наступні 20 років з антропогенних і природних причин їх популяція зменшилася, а кількість морських водоростей збільшилася. У 1983 році цей процес загострився масовою загибеллю морських їжаків, які харчуються водоростями. Наукові дослідження рифів проводилися з 1995 по 1998 рік біля узбережжя Белізу на найбільшому в Північній півкулі кораловому бар'єрному рифі, а також у 2005 році поблизу рифів у східній частині моря. Потепління Карибського моря (в результаті глобальної зміни клімату) ставить під загрозу крихкі екосистеми коралових рифів — тривале перевищення температурою води позначки 29 °C приводить до загибелі мікроскопічних водоростей зооксантелі. Ці рослини дають коралам їжу і колір, тому їх загибель призводить до знебарвлення коралів і порушення всієї екосистеми рифів.
У 2000 році близько 30 % рифів Карибського моря вважалися знищеними або знаходилися в серйозній небезпеці з антропогенних причин. У 2005 році процеси знебарвлення прискорилися — деякі з карибських колоній коралів повністю втратили колір, а 95 % зазнали процесу знебарвлення. Очікується, що за відсутності додаткових дій по захисту за наступні 10—30 років загине ще 20 % коралових рифів.
Мешканці рифів важливі для таких видів туристичної діяльності, як рибалка і дайвінг, які за оцінкою 2000 року приносять регіону 3,1—4,6 млрд доларів США щорічно.

### Природоохоронні території
Загальна площа природоохоронних територій на островах Вест-Індії становить 30 тис. км² (13 % земної поверхні регіону). На Кубі охороняється близько 15 % її території (включаючи болото Сапата площею 4354,3 км², Національний парк Алехандро-де-Умбольдт та Десембарко-дель-Ґранма), в Домініці — трохи більше 20 % (у тому числі національний парк Морн-Труа-Пітон), в Домініканській Республіці — близько 15 % (національний парк Харагуа та ін.) В інших країнах природоохоронних територій майже немає.
Серед природоохоронних територій уздовж континентального узбережжя виділяються: заповідник Сіан-Каан, Чинчорро (Мексика), біологічний заповідник на островах Міскітос (Нікарагуа), національний парк Дар'єн (Панама), національні парки Лос-Катіос і Тайрона (Колумбія), національний парк Меданос-де-Коро, національний парк Генрі Пітера, Ель-Авіла, Мочіма і Лагуна-де-Ла-Рестінга (Венесуела).

## Економіка і господарське значення
На березі Карибського моря (в межах 100 км від узбережжя) проживає понад 116 млн осіб, основним джерелом доходів яких є туризм (15,5 % всіх робочих місць регіону). У риболовецькій галузі зайнято понад 300 тис. чоловік. Обсяги рибальства оцінюються трохи менше півмільйона тонн морепродуктів на рік. Основні промислові види: карибські лангусти (Panulirus argus), стромбус велетенський (Strombus gigas), жгутикові креветки (Penaeidae), макрель-Каваллі (Scomberomorus Cavalla), іспанська макрель плямиста (S. maculatus), велика корифена (Coryphaena hippurus), серіоли (Seriola spp.) та інші. Промислове збирання перлів.

### Судноплавство і торгівля
З економіко-стратегічної точки зору Карибське море відіграє роль найкоротшого морського шляху з портів Атлантичного океану через Панамський канал в акваторію Тихого океану. Основні порти Карибського моря: Маракайбо і Ла-Гуайра (Венесуела), Картахена (Колумбія), Лимон (Коста-Рика), Санто-Домінго (Домініканська Республіка), Колон (Панама), Сантьяго-де-Куба (Куба) та інші.
Складна система сполучення і торгівлі в Карибському регіоні забезпечує високий оборот, однак більша його частина припадає на країни, розташовані поза цим регіоном. Товари та ресурси, що є об'єктом торгівлі всередині регіону, нечисленні: рис із Гаяни, деревина з Белізу, бензин із Тринідаду і Кюрасао, сіль, добрива, рослинні олії і жири з східних островів, а також мала кількість промислової продукції. Споживачами більшої частини виробленої в регіоні продукції (банани, цукор, кава, ром, боксити, нікель і нафта) є США і Канада.

### Туризм
Завдяки теплому клімату і красивим пляжам регіон Карибського моря є однією з основних курортних зон світу. Багата морська фауна приваблює дайверів; крім природних красот регіон багатий культурними пам'ятками доколумбових цивілізацій і колоніальної епохи. Індустрія туризму є важливою складовою економіки країн Карибського регіону, обслуговуючи в основному туристів із США, Канади, Бразилії та Аргентини. Повітряне сполучення між Північною Америкою та Карибами розвинене краще, ніж усередині регіону. За даними Карибської туристичної організації у 2007 році регіон відвідало 22700 тисяч туристів, а також 19200 тисяч людей взяли участь у круїзних турах. До найбільш популярних напрямків відносяться Домініканська Республіка, Куба, Мексика (Канкун, Рив'єра-Мая), Ямайка, Багами та Пуерто-Рико.
За оцінками 2004 загальна кількість робочих місць у туризмі та пов'язаній із ним діяльності на острівній частині Карибського регіону становила понад 2,4 млн осіб (15,5 %, у два рази більше середньосвітового), а внесок туризму у ВВП регіону — 28,4 млрд доларів США (13 %). Сумарна вартість експортованих послуг і товарів становить 19 млрд (16 %); 21,7 % від всіх капітальних інвестицій припало на туризм (більше ніж у два рази вище середнього показника).

## Культура
Один із супутників Колумба записав міф гаїтянських індіанців (таїно) про походження моря. Згідно з ним, людина на ім'я Гіайа, захищаючись, убив свого сина і повісив калебасу з його кістками в хатині. Ці кістки перетворилися на риб, а відвідувачі хатини, що бажали їх з'їсти, випадково перекинули калебасу, звідки і вилилися води, що утворили море. Згідно з іншим індіанським міфом, Карибське море, як і інші, виникло в результаті всесвітнього потопу, який наслала на землю верховна істота.
Багата історія Карибського моря надихнула безліч авторів на створення різних творів культури, пов'язаних із піратством. До піратської тематики зверталися Данієль Дефо, Роберт Луїс Стівенсон, Рафаель Сабатіні та інші письменники, на цю тему створено безліч фільмів (включаючи серію кінокартин «Пірати Карибського моря» і мультфільм «Острів скарбів»), а також випущені численні комп'ютерні ігри. Життя і звичаї жителів країн Карибського басейну описували такі автори, як кубинський письменник Алехо Карпентьєр, домініканський письменник (і президент) Хуан Бош, Дерек Волкотт (Сент-Люсія) і колумбійський письменник Габрієль Гарсіа Маркес.
Карибський регіон є батьківщиною різних музичних жанрів: регі, ска на Ямайці, меренге і бачата в Домініканській Республіці, каліпсо в Тринідад і Тобаго. Регетон відбувається з Пуерто-Рико та Панамі, сон і сон-Монтуно з'явилися на Кубі, кумбія, поро і вальєнато — на Карибському узбережжі Колумбії.
Один з найпопулярніших видів спорту в Карибському регіоні — це бейсбол, тут проводиться окремий бейсбольний турнір — Карибська серія. На англомовних Антильських островах також поширений крикет, у країнах-учасницях КОНКАКАФ популяризується футбол. У регіоні проводяться ігри Центральної Америки і Карибського басейну, національні збірні також беруть участь у Панамериканських іграх.
Основні мови в регіоні — іспанська, англійська, креольські, французька і нідерландська. Переважаючі релігії — римо-католицька (Домініканська Республіка, Куба, Пуерто-Рико, Ямайка, Антигуа і Барбуда, Сент-Люсія, Кайманові острови, Домініка, Нідерландські Антильські острови, частина Центральної та Південної Америки), на деяких островах поширений протестантизм (Барбадос), індуїзм (одна з найпоширеніших релігій у Тринідаді і Тобаго), англіканство (Монтсеррат, Сент-Вінсент і Гренадини), також представлені сантерія (Куба), вуду (Гаїті) і растафаріанство (поширене на Ямайці).

## Порти
Маракайбо (Венесуела), Санто-Домінго (Домініканська Республіка), Пуерто-Кортес (Гондурас), Кінгстон (Ямайка).